# Унасов, Хажиахмет Габидуллович
Хажиахмет Габидуллович Унасов (баш. Хажиәхмәт Ғәбиҙулла улы Унасов, 1887—1921) — военный деятель, участник Гражданской войны в России и Башкирского национального движения. Один из руководителей Бурзян-Тангауровского восстания.

## Биография
Родился 7 ноября 1887 года в деревне Баишево Орского уезда Оренбургской губернии.
Принимал участие в Первой мировой войне.
В 1918—1919 гг. служил в Башкирском войске в звании каптенармуса.
В 1920 году стал одним из руководителей Бурзян-Тангауровского восстания. В июле — августе Хажиахметом Унасовым был создан антибольшевистский вооружённый отряд, который в сентябре был объединён с другими повстанческими формированиями в Башкирскую Красную Армию. Командующим Башкирской Красной Армии избран Ф. Б. Магасумов, а начальником 1-й дивизии — Х. Г. Унасов. Численность его дивизии доходила до 3 тысяч человек. В ноябре в ходе переговоров властей с повстанцами отказался сложить оружие и вместе с соратниками Магасумовым и Зайнуллиным продолжил вооружённую борьбу в Бурзян-Танагуровском кантоне.
В декабре при посредничестве С. Ш. Мурзабулатова и другими между Хажиахметом Унасовым и советскими властями было достигнуто соглашение о прекращении восстания и явке всех командиров его отряда в Стерлитамак. В Темясово был организован митинг с участием Ш. А. Худайбердина, Унасова и повстанцев, где Хажиахмет Унасов ещё раз озвучил требования восставших:
- покончить с продразвёрсткой;
- свободный рынок;
- все небашкирские отряды вывести за пределы Башкирской республики[3].

16 января 1921 года в Стерлитамак отправляется команда комиссара Чиркова с командирами из повстанческого отряда Хажиахмета Унасова. После выезда из Темясово, по приказу комиссара Чиркова, они были расстреляны красноармейцами. 17 января в Стерлитамак выезжают С. Ш. Мурзабулатов, Г. И. Симонов и Х. Г. Унасов, но как и его командиры — последний был также убит по тайному приказу командира 68‑й бригады войск внутренней охраны Г. И. Симонова